# 沙托丹区
沙托丹区（法語：Arrondissement de Châteaudun）是法国厄尔-卢瓦省所辖的一个区。总面积1438.8平方公里，总人口58427，人口密度41人/平方公里（2018年）。主要城镇为沙托丹。

## 辖区
沙托丹区辖有61个市镇。